# Cozzo
Cozzo (lombardul: Còss) település Olaszországban, Lombardia régióban, Pavia megyében. Lakosainak száma 345 fő (2023. január 1.). Cozzo Candia Lomellina, Castelnovetto, Langosco, Rosasco, Sant’Angelo Lomellina, Zeme és Valle Lomellina községekkel határos.

## Népesség
A település lakossága az elmúlt években az alábbi módon változott:
| Lakosok száma | 373  | 368  | 345  |
|               | 2017 | 2018 | 2023 |